# Marcella Hazan
Marcella Hazan (* 15. April 1924 als Marcella Polini in Cesenatico, Emilia-Romagna; † 29. September 2013 in Longboat Key, Florida) war eine italoamerikanische Kochbuchautorin. Ihre Bücher, mit denen sie die traditionelle italienische Küche in den USA popularisierte, gelten als Standardwerke.

## Leben
Marcella Polini wuchs in Cesenatico an der Adriaküste der Emilia-Romagna auf. Ihr Studium der Biologie schloss sie mit einer Promotion an der Universität Ferrara ab. Anfang der 1950er Jahre begegnete sie dem in Italien geborenen Victor Hazan, der in Manhattan aufgewachsen war, und heiratete ihn 1955 in ihrer Heimatstadt. 1956 wanderte das Paar nach New York aus, wo Marcella nach eigener Erzählung einen Kulturschock erlitt. Sie sprach kaum Englisch, hatte noch nie zuvor einen Supermarkt gesehen und vermisste die Märkte in Italien mit ihren frischen Lebensmitteln. Italienisches Essen galt zu dieser Zeit in den USA als etwas Exotisches. Das Paar zog in eine kleine Wohnung in Forest Hills, Queens. Marcella Hazan, die bis zu ihrer Heirat nicht kochen konnte, brachte es sich nach einem Rezeptbuch der römischen Gastronomin Ada Boni bei. In New York besuchte sie 1969 einen chinesischen Kochkurs. Als dieser abgesagt wurde, schlugen ihr die anderen Teilnehmer vor, sie zu lehren, wie man italienisch kocht. Sie fing an in ihrer Küche Kochkurse zu geben. Später unterrichtete sie unter anderem Meisterklassen für Köche, zum Beispiel am French Culinary Institute in Manhattan (heute: The International Culinary Center). Zuerst in Bologna, dann in einem Palazzo aus dem 16. Jahrhundert in Venedig eröffneten sie und ihr Mann Kochschulen. Das Paar lebte abwechselnd in Italien und in den USA.
Erst im Alter von Anfang 50 Jahren schrieb sie ihr erstes Kochbuch, das 1973 unter dem Titel The Classic Italian Cook Book. The Art of Italian Cooking and the Italian Art of Eating veröffentlicht wurde. Sie wurde mit Julia Child verglichen, die mit ihren Kochbüchern und Fernsehsendungen ein Millionenpublikum mit der französischen Küche bekannt gemacht hatte. Fünf weitere Bücher folgten, die ebenfalls zu Klassikern des Kochbuch-Genres wurden. Sie verfasste sie in Italienisch; Viktor Hazan, der seinerseits einen Führer über italienischen Wein geschrieben hat, übersetzte sie ins Englische. Ihr fünftes Kochbuch Marcella cucina, das 1999 in deutscher Übersetzung unter dem Titel Neue Rezepte aus der klassischen italienischen Küche erschienen war, empfahl Wolfram Siebeck in seiner Zeit-Kolumne: „Man muss nur die drei Seiten lesen, die die Autorin den Tomaten widmet, um zu wissen, dass sie Tacheles redet und ihren Lesern nichts vormacht. Ihre sachliche und anschauliche Art prägt all ihre Rezepte, welche dadurch auf beglückende Weise nachkochbar sind. […] Da ist mehr gesunder Menschenverstand im Spiel, als Kochbücher im Allgemeinen vermitteln.“
Marcella Hazan bewahrte und erneuerte Rezepte, die regionale Küchen in Italien spiegelten. Das römische Gericht Spaghetti aglio e olio – „dünne Spaghetti mit Knoblauch, Olivenöl, Petersilie, Chillipfeffer und sonst nichts“ – verkörperte für sie „die kulinarisch einfache und zugleich komplexe Natur der italienischen Küche“. In ihrem letzten, 2004 erschienenen Buch Marcella Says…, erklärte sie, was sie darunter verstand:

“Simple doesn’t mean easy. I can describe simple cooking thus: Cooking that is stripped all the way down to those procedures and those ingredients indispensable in enunciating the sincere flavor intentions of a dish. […] I don’t cook 'concepts'. I use my head, but I cook from the heart, I cook for flavor.”

„Einfach bedeutet nicht leicht. Ich kann einfaches Kochen so beschreiben: Kochen, das auf die wesentlichen Verfahren und Zutaten reduziert ist, welche unverzichtbar sind um die eigentlichen Geschmacksabsichten eines Gerichts auszudrücken. […] Ich koche keine ‚Konzepte‘. Ich nutze meinen Kopf, aber ich koche vom Herzen, ich koche für den Geschmack.“

In den späten 1990er Jahren setzten sich Marcella und Victor Hazan in einem Haus in Longboat Key, Florida, zur Ruhe, wo Marcella im September 2013 starb. The New York Times schrieb, für viele Amerikaner sei sie über mehr als zwei Jahrzehnte die „Hohepriesterin“ der italienischen Küche gewesen. Julia Child nannte sie „meine Mentorin in allen italienischen Dingen“.
Ihr Sohn Giuliano Hazan veröffentlichte als Hommage an seine Eltern 2012 ein Buch mit Familienrezepten, zu dem seine Mutter das Vorwort geschrieben hat.

## Auszeichnungen
Marcella Hazan wurde mit mehreren Branchen-Preisen geehrt, darunter im Jahr 2000 für ihr Lebenswerk mit dem Lifetime Achievement Award der James Beard Foundation, die zugleich ihr erstes Kochbuch The Classic Italian Cook Book in die Cookbook Hall of Fame aufnahm.

## Veröffentlichungen
- The Classic Italian Cookbook, 1973
- More Classic Italian Cooking, 1978
- Marcella’s Italian Kitchen, 1986
- Essentials of Classic Italian Cooking, 1992
- Marcella cucina, 1997
- Marcella Says… Italian Cooking Wisdom from the Legendary Teacher’s Master Classes, with 120 of Her Irresistible New Recipes, 2004
- Amarcord Unabridged. Marcella Remembers (CD, Sprecherin: Concetta Tomei), 2008